# Yangbi
Yangbi, tidigare stavat Yangpi, är ett autonomt härad för yifolket i den autonoma prefekturen Dali i Yunnan-provinsen i sydvästra Kina. 